# 凹线蛤蜊
凹线蛤蜊（学名：Mactra sulcataria）为蛤蜊科蛤蜊属的动物。分布于日本以及中国大陆的辽宁、山东等地，生活环境为海水，常生活于潮间带中下区及浅海底、海水盐度较高、潮流畅通的海区以及底质为清洁的砂质底。该物种的模式产地在日本。
WoRMS認為本物種只不過是中国蛤蜊（Mactra chinensis）的同種異名。